# Públio Cornélio Cosso (tribuno consular em 408 a.C.)
Públio Cornélio Cosso (em latim: Publius Cornelius Cossus) foi um político da gente Cornélia nos primeiros anos da República Romana eleito tribuno consular em 408 a.C..

## Primeiro tribunato (408 a.C.)
Em 408 a.C., foi eleito tribuno consular com Caio Júlio Julo e Caio Servílio Estruto Aala.
Os équos e os volscos, depois de guarnecerem a cidade de Verrugine e arrasar o território à volta, enviaram um exército para combater os romanos até Anzio (em latim: Antium), a mais ativa cidade na organização da campanha.
Depois de longas discussões, com pareceres contrários de Caio Júlio e Públio Cornélio, finalmente Roma chegou à conclusão de que seria necessário nomear um ditador para combater Anzio.
| “ | Dizem que Júlio e Cornélio não gostaram da decisão; o tema foi discutido acaloradamente: os patrícios mais autoritários, depois lamentaram em vão que os tribunos militares não subjugaram a autoridade do Senado. | ” |
|   | — Lívio, Ab Urbe Condita IV, 4, 55. |   |

Assim, o terceiro tribuno, Caio Servílio, nomeou ditador Públio Cornélio Rutilo Cosso que, por sua vez, nomeou o próprio Caio Servílio como mestre da cavalaria (magister equitum). O exército romano derrotou facilmente o exército inimigo.
O exército romano derrotou facilmente o inimigo.